# Ladoix-Serrigny
Ladoix-Serrigny é uma comuna francesa na região administrativa da Borgonha-Franco-Condado, no departamento de Côte-d'Or. Estende-se por uma área de 24,98 km². Em 2010 a comuna tinha 1 868 habitantes (densidade: 74,8 hab./km²).